# Cnemaspis ornata
Espèce
Synonymes
- Gymnodactylus ornata Beddome, 1870

Statut de conservation UICN

 NT  : Quasi menacé
Cnemaspis ornata est une espèce de geckos de la famille des Gekkonidae.

## Répartition
Cette espèce est  endémique d'Inde. Elle se rencontre au Tamil Nadu dans les Tinnevelly Hills et au Kerala dans les Anaimalai Hills.

## Description
Cnemaspis ornata mesure jusqu'à 42,0 mm, queue non comprise.

## Publication originale
- Beddome, 1870 : Descriptions of some new lizards from the Madras Presidency. The Madras monthly journal of medical science, vol. 1, p. 30-35.